# 芝蘭街
芝蘭街是加拿大安大略省多倫多的一條街道。它由兩個斷開的路段組成，歷史上稱為下芝蘭街（Lower Gerrard）和上芝蘭街（Upper Gerrard）。前者在大學路與覺士維路之間延伸6公里，橫跨舊多倫多。後者從下芝蘭街東部盡頭以北300米處開始，在覺士維路與克倫莫爾徑（Clonmore Drive）之間、維多利亞公園路與華登路之間延伸，在士嘉堡另有長4公里的路段。
芝蘭街穿過多倫多的數個重要地區及社區，最著名的是科研區、東區華埠以及南亞裔人士聚集區芝蘭印度街。

## 歷史
芝蘭街以森姆·芝蘭（Samuel Gerrard，1767-1857）的名字命名，他是下加拿大的英裔愛爾蘭商人，也是上加拿大立法局議員約翰·麥基爾的私人朋友。
上芝蘭街原本是一條獨立的街道，名為「湖景路」（Lake View Avenue），位於東多倫多鎮。1908年東多倫多併入多倫多後，該街道更為現名。

## 路線概述
如多倫多大多數東西向道路一樣，這條街在央街分為芝蘭東街（Gerrard Street East）與芝蘭西街（Gerrard Street West）。不同的是，芝蘭西街甚短，只有四個街區長。其西端盡頭位於大學路，位於多倫多市中心「醫院街」（Hospital Row）的中心地帶，其中包括多倫多全科醫院、西乃山醫院、瑪嘉烈公主癌症中心、多倫多復康科醫院及多倫多病童醫院。實際上，芝蘭街的大部分皆為芝蘭東街。多倫多都會大學位於央街東側的芝蘭東街。再往東，芝蘭街在夾國會街處將椰菜城與麗晶園兩社區分開。
芝蘭東街穿過當河後，穿過百樂匯街與卡羅路（Carlaw Avenue）之間的多倫多東區華埠。繼續向東，堅活路和與覺士維路之間的芝蘭東街是北美最大的南亞族裔市場之一，即芝蘭印度街。芝蘭街夾百樂匯街路口處有兩塊英中雙語路牌，上書「Gerrard St E / 芝蘭東街」。
上芝蘭街主要是住宅區與小型社區商鋪的混合體。在維多利亞公園路以東與克倫莫爾徑合併之前的最後四個街區，街道名稱由「芝蘭東街」恢復為「芝蘭街」。這種奇怪的命名現象是由於維多利亞公園路以東的地區位於士嘉堡，而士嘉堡原不屬多倫多。大多倫多市設立後，亦沒有為從多倫多、東約克及北約克進入士嘉堡的街道加上「東」字。（芝蘭街及皇后街是僅有的兩條從多倫多進入士嘉堡後標有「東」名稱的街道；兩條街道在進入士嘉堡都只延伸了幾個街區便結束。）

## 運輸
多倫多公車局（TTC）透過國會街與覺士維路之間多倫多電車506號卡爾頓街線為芝蘭街提供服務。然後，該路線沿覺士維路延伸，並繼續沿上芝蘭街延伸，直至緬因街，並在地鐵緬因街站轉彎並終止。緬因街以東的芝蘭街其餘部分由公車局135號芝蘭街巴士路線提供服務，該路線往返於緬因街站與華登站之間。

## 芝蘭街橋
芝蘭街橋（Gerrard Street Bridge）橫跨當河及當河谷園林公路，於1923年竣工。